# Agelena nairobii
Agelena nairobii är en spindelart som beskrevs av Lodovico di Caporiacco 1949. Agelena nairobii ingår i släktet Agelena och familjen trattspindlar. Inga underarter finns listade i Catalogue of Life.